# ソルビアーテ・コン・カーニョ
ソルビアーテ・コン・カーニョ（イタリア語: Solbiate con Cagno）は、イタリア共和国ロンバルディア州コモ県にある、人口約4,700人の基礎自治体（コムーネ）。
2019年1月1日にカーニョとソルビアーテが合併して新自治体が発足した。

## 地理

### 位置・広がり

#### 隣接コムーネ
隣接するコムーネは以下の通り。括弧内のVAはヴァレーゼ県所属を示す。
- アルビオーロ
- ベレガッツォ・コン・フィリアーロ
- ビナーゴ
- カンテッロ (VA)
- マルナーテ (Malnate) (VA)
- オルジャーテ・コマスコ
- ローデロ
- ヴァルモレーア

### 地震分類
イタリアの地震リスク階級 (it) では、4 に分類される
。

## 行政

### 分離集落
ソルビアーテ・コン・カーニョには、以下の分離集落（フラツィオーネ）がある。
- Cagno, Concagno, Solbiate (sede comunale)